# Partido Comunista Popular de Turquía
El Partido Comunista Popular de Turquía (en turco: Halkın Türkiye Komünist Partisi, HTKP) fue un partido comunista en Turquía fundado en 2014, tras la ruptura del Partido Comunista de Turquía (TKP).

## Creación
Después de un período de disputa interna, dos facciones rivales del TKP alcanzaron un acuerdo el 15 de julio de 2014 para congelar las actividades del partido y que ninguna facción usara el nombre y emblema del TKP. La facción liderada por Erkan Baş y Metin Çulhaoğlu adoptó el nombre Partido Comunista Popular de Turquía y la facción liderada por Kemal Okuyan y Aydemir Güler fundó el Partido Comunista.